# Mesturus
Mesturus è un genere di pesci ossei estinto, appartenente ai picnodonti. Visse nel Giurassico superiore (circa 160 – 150 milioni di anni fa) e i suoi resti fossili sono stati ritrovati in Europa. 

## Descrizione
Di medie dimensioni, questo pesce solitamente non superava i 30 centimetri di lunghezza. Il corpo di Mesturus era di forma ovale e appiattito lateralmente. La testa era ampia e alta, dotata però di un muso appuntito. Gli occhi erano grandi. La bocca era equipaggiata con denti tondeggianti e robusti, organizzati in un mosaico di piastre dentarie. Le pinne pari erano molto piccole, e la pinna caudale non era particolarmente biforcuta. La pinna dorsale era molto arretrata, bassa e dotata di una base ampia; la pinna anale era sostanzialmente identica e in posizione opposta alla dorsale. 
Mesturus possedeva un corpo ricoperto da scaglie a forma di rombo, unite fra loro grazie a suture frastagliate. Il condrocranio era ben ossificato e l’asse basicranico era diretto in avanti e all’ingiù, formando un notevole angolo con l’asse del tronco. Mesturus è uno dei picnodonti in cui si è meglio conservato lo scheletro del neurocranio, e si può notare come vi fosse una corta fessura otico-occipitale, accanto a una regione apparentemente non ossificata della parete ventrolaterale della capsula otica sopra il margine dorsale del parasfenoide. In picnodonti successivi come Neoproscinetes, la regione otica è ancor meno ossificata. 

## Classificazione
Il genere Mesturus venne istituito nel 1859 da Wagner, grazie a fossili ottimamente conservati provenienti dalla zona di Solnhofen, in Baviera: la specie tipo è Mesturus verrucosus. A questo genere venne attribuita anche la specie M. leedsi, leggermente più antica e proveniente dall’Inghilterra. Fossili attribuiti a Mesturus sono stati ritrovati anche in Francia.
Mesturus è considerato uno dei membri più arcaici dei picnodonti (un gruppo di pesci ossei arcaici vicini alla base dei teleostei, solitamente dotati di corpi alti e piatti), nonostante vi fossero altri picnodonti ben più antichi e risalenti al Triassico (Gibbodon, Brembodus). Altri picnodonti provenienti dal Giurassico superiore di Solnhofen sono Arduafrons, Macromesodon, Turbomesodon, Gyrodus e Proscinetes.

## Paleoecologia
Mesturus doveva essere un pesce relativamente lento, che viveva nelle lagune tropicali e che si cibava di organismi dal guscio duro, che triturava grazie ai denti robusti.